# Катастрофа DC-6 под Кератеей
Катастрофа DC-6 под Кератеей — авиационная катастрофа, произошедшая в понедельник 8 декабря 1969 года в районе Афин близ городка Кератеа, когда Douglas DC-6B авиакомпании Olympic Airways при заходе на посадку врезался в гору. При крушении погибли 90 человек, что является крупнейшей катастрофой в истории греческой авиации и DC-6.

## Самолёт
Douglas DC-6B с заводским номером 45540 и серийным 1016 был выпущен в 1958 году, а в августе продан греческой авиакомпании Olympic Airways, где получил регистрационный номер SX-DAE и имя Остров Корфу.

## Катастрофа
Самолёт выполнял внутренний пассажирский рейс 954 из Ханьи (Крит) в Афины, а на его борту находились 5 членов экипажа и 85 пассажиров. В Афинах шла сильная гроза, когда экипаж начал заходить на посадку, при этом диспетчеру было доложено о быстром снижении. Затем около 20:45 в 24 милях юго-восточнее Афин авиалайнер врезался в южный склон горы Пан близ радиомаяка Сунион и недалеко от городка Кератеа. От удара Дуглас полностью разрушился, при этом все 90 человек на борту погибли. На тот момент это была крупнейшая авиационная катастрофа в Греции, пока в 2005 году её не обошла катастрофа кипрского Boeing 737. Также на 2014 год остаётся крупнейшей катастрофой DC-6 и в истории греческой авиации.

## Причины
Расследование осложнялось тем, что самолёт не был оборудован бортовыми самописцами. Исходя из доклада экипажа о быстром снижении, представителями авиакомпании было сделано заявление, что вероятной причиной катастрофы стало снижение под безопасную высоту. Вероятно, экипаж пытался опуститься ниже облаков, когда затем врезался в гору.